# Ивичест олигодон
Ивичест олигодон (Oligodon octolineatus), наричан също ивичеста змия кукри, е вид змия от семейство Смокообразни (Colubridae). Видът не е застрашен от изчезване.

## Разпространение и местообитание
Разпространен е в Бруней, Индонезия (Калимантан, Суматра и Ява), Малайзия (Западна Малайзия, Сабах и Саравак) и Сингапур.
Обитава гористи местности и плата.